# Rezerwat przyrody Choč
Rezerwat przyrody Choč (słow. Národná prírodná rezervácia Choč) – rezerwat przyrody w Górach Choczańskich na Słowacji. Powierzchnia rezerwatu wynosi 1428,05 ha. Na terenie rezerwatu obowiązuje 5. (w pięciostopniowej skali) stopień ochrony. Tereny rezerwatu leżą w granicach obszaru specjalnej ochrony ptaków (słow. Chránené vtáčie územie Chočské vrchy), zaliczanego do sieci Natura 2000.

## Położenie
Rezerwat leży w granicach katastralnych wsi Vyšný Kubín i Jasenová w powiecie Dolný Kubín oraz wsi Valaská Dubová, Likavka, Martinček, Lisková, Turík i Lúčky w powiecie Rużomberk w kraju żylińskim. Obejmuje większość górnych partii grupy Wielkiego Chocza, od masywu Przedniego Chocza (1249 m n.p.m.) na południu po północne stoki masywu Wielkiego Chocza na północy. Na północy schodzi do ok. 700 m n.p.m., zaś na południu po ok. 800 m n.p.m.

## Historia
Rezerwat został powołany rozporządzeniem Ministerstwa Kultury Słowackiej Republiki Socjalistycznej nr 6499/1982-32 z 30 września 1982 r.

## Charakterystyka
Rezerwat obejmuje najcenniejszą przyrodniczo część grupy górskiej Wielkiego Chocza wraz z jej najwyższymi szczytami: Wielkim Choczem (Veľký Choč, 1608 m), Małym Choczem (Malý Choč, 1465 m), Zadnim Choczem (Zadný Choč, 1288 m) i Przednim Choczem (Predný Choč, 1249 m), w tym zwłaszcza prawie wszystkie fragmenty najtrudniej dostępne, bardzo strome lub skaliste i dzięki temu w ogóle lub jedynie w niewielkim stopniu zmienione przez człowieka.
Podłoże budują tu głównie pochodzące ze środkowego triasu skały osadowe: szare dolomity tzw. choczańskie, ciemne wapienie tzw. guttensteinskie i wapienie rogowcowe, należące do płaszczowiny choczańskiej. W utworach tych, generalnie trudniej erodujących niż leżące pod nimi warstwy kriżniańskie, rozwinęła się bardzo bogata rzeźba powierzchni ze skalnymi ścianami, grzędami i turniami, rozdzielanymi żlebami, u stóp których tworzą się usypiska i piargi. W skałach tych, podatnych na procesy krasowienia, rozwinęły się niektóre elementy rzeźby krasowej, jak lapiaz czy niewielkie jaskinie (np. Meandrová jaskyňa w Małym Choczu czy Jaskyňa chladných očí w Przednim Choczu).
Ze względu na przepuszczalność podłoża, na terenie rezerwatu nie występują większe potoki. Sieć wodna ogranicza się do kilku mało wydatnych źródeł i szeregu niewielkich, często okresowych lub zanikających cieków wodnych.

## Flora
Granice rezerwatu obejmują obszary dolnego i górnego regla oraz piętra subalpejskiego. W piętrach reglowych lasy w wielu miejscach zachowały pierwotny charakter. Głównymi gatunkami lasotwórczymi są buk zwyczajny i świerk pospolity. W masywie Wielkiego Chocza buk dochodzi do wysokości nawet 1350 m n.p.m. Domieszkowo występują m.in. jodła pospolita, klon jawor i modrzew europejski, pojedynczo cis pospolity, na niżej położonych formacjach skalnych reliktowa sosna zwyczajna, a w strefie górnej granicy lasu krzaczaste formy jarząbu pospolitego i jarząbu mącznego. W piętrze subalpejskim dominują rozległe łany kosodrzewiny, która na wschodnich stokach Wielkiego Chocza schodzi wzdłuż skalnych żeber i lawiniastych żlebów do wysokości ok. 1200 m n.p.m.
Wapienne podłoże, bogate ukształtowanie powierzchni i związana z tym zróżnicowana ekspozycja decydują o wielkim bogactwie flory rezerwatu. Znajdziemy w niej gatunki charakterystyczne dla znacznie wyższych Tatr jak i te, występujące w sięgającym dalej na południe pasmie Małej Fatry. Szata roślinna ma charakter górski, częściowo nawet wysokogórski. Występuje w niej wiele gatunków alpejskich, szereg endemitów karpackich bądź zachodniokarpackich, jak również gatunki reliktowe. Najbardziej godne uwagi są m.in. szarotka alpejska, gnidosz dwubarwny, fiołek alpejski, aster alpejski, pierwiosnek łyszczak, goryczka krótkołodygowa, sasanka słowacka, dębik ośmiopłatkowy, tłustosz alpejski, zarzyczka górska.

## Fauna
Fauna rezerwatu jest bogata. Stałym mieszkańcem jest niedźwiedź, regularnie bywają inne duże drapieżniki: wilk i ryś. Z mniejszych drapieżników żyją tu lis, kuna leśna, łasica, a w niższych położeniach również borsuk. Typowo górskimi gatunkami są ryjówka górska i niewielki gryzoń śnieżnik europejski. Największy z tutejszych gryzoni, zając, także dochodzi czasem aż po szczytowe partie góry. Z parzystokopytnych występuje jeleń, a w niższych położeniach dzik.
Awifaunę reprezentuje szereg gatunków, w tym głównie gatunki leśne i górskie. Należy tu wymienić kuraki, jak głuszec i jarząbek, dzięcioły: czarny, trójpalczasty i białogrzbiety, drozd obrożny, krzyżodziób świerkowy i in. Występuje tu kilka gatunków ptaków drapieżnych: z jastrzębiowatych m.in. jastrząb zwyczajny i krogulec zwyczajny, z sów dość rzadkie włochatka i sóweczka. Na półkach skalnych gnieżdżą się m.in. kruk i największa karpacka sowa – puchacz. Rzadkim gatunkiem, charakterystycznym dla gołych, skalnych ścian jest pomurnik. Na najwyższym wierzchołku masywu Chocza żyją również dwa inne typowe ptaki wysokogórskie: na łączkach wśród kosodrzewiny siwerniak, a na skałach rzadszy płochacz halny.
Z gadów żyją tu m.in. żmija zygzakowata i jaszczurka żyworodna. Z płazów występują kumak górski, żaba trawna, salamandra plamista i traszka karpacka – wszystkie nielicznie ze względu na brak odpowiedniej liczby cieków i zbiorników wodnych, niezbędnych do ich rozmnażania się.
Bogata jest fauna owadów. Należy wymienić tu związaną ze starymi górskimi buczynami nadobnicę alpejską oraz typowo górskie gatunki z rodziny biegaczowatych: biegacza zielonozłotego, biegacza Fabriciego i biegacza Linneusza. Osobliwością jest występowanie skrajnie zagrożonego niepylaka apollo, możliwego jeszcze do obserwacji na wapiennych piargach i osypiskach masywu, na których rośnie rozchodnik.

## Cel ochrony
Celem funkcjonowania rezerwatu jest ochrona najwyższego fragmentu całych Gór Choczańskich o szczególnych walorach geologicznych, geomorfologicznych, botanicznych, zoologicznych i krajobrazowych do celów naukowo-badawczych i kulturalno-edukacyjnych.